# José García Alsué
José García Alsué: 8, 10  o José García Martí en la Real Academia de la Historia (Ayora (España), 24-4-1732 – Bolonia (Italia), 19-12-1793) fue un sacerdote jesuita español de nacimiento al que le se le encomendó la cristianización de los indígenas de Chiloé en la segunda mitad del siglo XVIII. Realizó una exploración de los canales patagónicos en octubre de 1766 y en enero de 1767, de la que dejó constancia en unos escritos. Cuando se encontraba en Italia en octubre de 1772 tuvo lugar la expulsión de los jesuitas de la América española.: VI 

## Nombre
Su segundo apellido es dado como Alsué en la publicación de su Diario de Viaje, aunque solo en dos notas en las páginas 8 y 10. Por el contrario, la Real Academia de la Historia lo enlista con el segundo apellido Martí.
Su inicio en la Compañía de Jesús fue el 3 de febrero de 1754 en Tarragona para luego ser enviado a Chile en 1755, cuando aún era novicio, tuvo toda su formación sacerdotal en Santiago, donde recibió la ordenación sacerdotal en 1764. Durante su servicio llevó a cabo las visitas anuales a los indígenas de la región. Tras una breve docencia de Gramática en el colegio de Chillán, sirvió (1765-1767) en la isla Juan Fernández y en Cailín, archipiélago de Chiloé. En sus “misiones circulares anuales” que consistían en largos viajes a través de las islas, visitó las capillas de la región.
Sus obras más conocidas fueron sus dos viajes al sur del golfo de Penas, hacia donde zarpó el 23 de octubre de 1766 desde Cailín con cinco españoles y treinta y cuatro indios caucahués, en cinco piraguas, y llegó hasta el grado 48,5 de latitud Sur; no pudiendo avanzar más por falta de alimentos y la inclemencia del clima, regresó a Cailín el 30 de enero de 1767. Hizo los últimos votos el 15 de agosto de 1767 en Santiago de Chile.
Su Diario del viaje (la Relación de sus viajes, en palabras de Hervás) se publicó en español y en su traducción alemana en 1809-1811. García hizo un interesante relato de las misiones circulares que tenían los jesuitas de Chiloé en las setenta y siete capillas desde septiembre a mayo.

## Desconocimiento de la costa occidental patagónica
A fines del siglo XVIII se desconocía grandemente la costa al sur de la isla de Chiloé. A ello se sumaba el temor de que los ingleses, que ocupaban ya las islas Malvinas, pudiesen estar construyendo alguna estación en la costa oeste de América del Sur.: 59 
Tras varias expediciones, el gobernador de Chile resolvió enviar en 1767 al sacerdote jesuita a explorar la costa y buscar indicios de una posible estación inglesa en los canales patagónicos.
García salió desde Cailín con 40 personas, solo 5 de ellos españoles, en 5 piraguas que observó la entrada del río Palena, el canal Puyuhuapi hasta el valle del río Queulat, el canal Jacaf y el estuario del río Aysén, que el llamó  río de los Desamparados. Desarmaron las piraguas y cruzaron a pie el istmo de Ofqui y visitaron la laguna San Rafael.
Sobre la utilidad de las observaciones hechas por García Alsué, Ximena Urbina escribe:: 34 
Este diario del padre, junto a los testimonios de Campbell y de Byron son las más completas y elocuentes fuentes que permiten aproximarse a la forma de vida de los caucahues. José García muestra cómo se procuraban de alimentos, explicando su forma de cazar lobos marinos; el cómo se aprovechaban de los huevos de pájaros; y el cómo se cazaban los pájaros canqueñes, entre otros aspectos.
Pero también el jesuita dejó anotadas prácticas culturales que les parecieron supersticiones, como el teñirse la cara con carbón para saludar a la nieve (en realidad, el hielo) en la laguna San Rafael; el no echar el cochayuyo al fuego, por temor a que se alborotase el mar; o el no levantar la cabeza para mirar al cielo si pasaba sobre ellos una bandada de “papagayos”, porque habría mal tiempo. Lo que escribe José García es sumamente valioso para conocer ese mundo trastocado por la presencia española en Chiloé.
...
El viaje de José García fue conocido en Europa. Su contemporáneo, Lorenzo Hervás, estudioso de las lenguas del mundo, y que en 1800 publicó un libro, le preguntó acerca de las del extremo austral.
Desde Bolonia, García le contestó a sus varias preguntas por carta de 31 de octubre de 1783.

## Expulsión de los jesuitas de Chile
Según Walter Hanisch en su libro Historia de la Compañía de Jesús en Chile : (1593-1955) había un José García, "famoso explorador", entre los 7 jesuitas traídos de Chile y detenidos en España tras la expulsión.: 160 